# Bronchales (kommunhuvudort)
Bronchales är en kommunhuvudort i Spanien.   Den ligger i provinsen Provincia de Teruel och regionen Aragonien, i den centrala delen av landet, 180 km öster om huvudstaden Madrid. Bronchales ligger 1 582 meter över havet och antalet invånare är 452.
Terrängen runt Bronchales är kuperad åt sydväst, men åt nordost är den platt. Runt Bronchales är det mycket glesbefolkat, med 4 invånare per kvadratkilometer. Närmaste större samhälle är Albarracín, 16,8 km sydost om Bronchales. 